# Gersdorf
Pour les articles homonymes, voir Gersdorf (homonymie).
Gersdorf est une commune de Saxe (Allemagne), située dans l'arrondissement de Zwickau.

## Personnalités
- Heinz Tetzner (1920–2007), expressionniste